# Låt den rätte komma in
Låt den rätte komma in (en España  y en México, Déjame entrar; en otros países de Hispanoamérica, Criatura de la noche) es una película sueca de terror y romance dirigida por Tomas Alfredson. Está basada en la novela homónima de John Ajvide Lindqvist, que también escribió el guion de la película. Cuenta la historia de un niño de doce años quien sufre acoso escolar, mas  entabla amistad con una niña vampiro en Blackeberg, un suburbio de Estocolmo. La película recibió numerosos elogios de la crítica internacional y ganó numerosos premios incluyendo el "Premio Founders al mejor guion adaptado" en el Festival de Cine de Tribeca de 2008. y el Méliès de Oro de la Federación de Festivales de Cine Fantástico Europeo por la Mejor Película Fantástica Europea.

## Argumento
Oskar (Kåre Hedebrant) es un niño tímido de doce años que vive en Blackeberg, un suburbio de la ciudad de Estocolmo a comienzos de la década de 1980, con su madre que se encuentra separada de su marido. Habitualmente, el chico sufre los abusos y palizas de sus compañeros de clase durante el día, y aunque nunca responde, pasa las noches soñando con vengarse, fingiendo asesinatos con un cuchillo en el patio de su bloque de apartamentos. 
Una noche se encuentra con Eli (Lina Leandersson), que se ha mudado recientemente al piso vecino de Oskar con un hombre mayor, Hakan (Per Ragnar). Eli, que parece una niña de doce años, solo sale de noche, descalza, y que no parece afectada por el intenso frío.
Poco después de la llegada de Eli y Hakan, el adulto comienza a capturar víctimas para extraerles sangre y verterla en un bidón de galón, pero tras varios fallos, en el último intento, y antes de ser capturado por la policía, Hakan se rocía la cara con ácido para desfigurarse y ocultar su identidad a fin de que no puedan relacionarlo con Eli. Mientras esto ocurre, Eli se ha hecho amiga de Oskar, animándole para reaccionar y finalmente vengarse de sus compañeros. En una práctica de patinaje sobre el lago helado, Oskar hiere a Conny, uno de los abusivos de la clase.
Tras enterarse de la detención de Hakan, Eli lo visita en el hospital donde se bebe su sangre y lo deja caer por la ventana para matarlo, a petición del propio Hakan.
Ahora sola, Eli acepta profundizar su amistad con Oskar, que finalmente le propone hacer un "pacto de sangre", cortándose las palmas de las manos y mezclando la sangre de los dos. Incapaz de contenerse, Eli comienza a lamer la sangre que Oskar ha salpicado en el suelo y le ruega que se marche. Oskar escapa asustado y Eli, hambrienta, ataca y muerde a una transeúnte, una mujer llamada Virginia (Ika Nord), novia de un hombre alcohólico llamado Lacke (Mikael Rahm), cuyo mejor amigo fue asesinado por Eli unos días antes. 
Virginia sobrevive al ataque de Eli y es llevada al hospital, donde Lacke observa cómo se deteriora en los días siguientes y finalmente pide morir, convenciendo a un médico para que abra las ventanas de la habitación que ocupa en el hospital, donde arde bajo los rayos del sol. Lacke comienza a descubrir pistas y finalmente encuentra la casa de Eli, donde la descubre durmiendo en la bañera e intenta matarla. Oskar llega y consigue avisar a su amiga, que despierta y mata a Lacke, diciéndole a Oskar que va a marcharse de Blackeberg.
Unos días después, durante una sesión de gimnasia, Oskar va a la piscina de su escuela, donde Conny y su hermano mayor Jimmy y sus amigos lo están esperando, tras haber engañado al maestro de educación física para que se vaya. Jimmy le dice a Oscar que a menos que consiga mantenerse bajo el agua durante tres minutos le sacará un ojo. Mientras Oscar está sumergido se produce un tumulto; una cabeza humana cae en el agua y el brazo de Jimmy, que sostiene a Oskar bajo el agua, es arrancado de cuajo. Eli saca del agua a Oskar medio ahogado, después de lo que se recupera rápidamente y sonríe cuando ve la cara manchada de sangre de Eli.

## Producción
Aunque la trama tiene lugar en Blackeberg, Estocolmo, varias escenas y fotografías fueron tomadas en Luleå, en el norte de Suecia, para disponer de nieve y tiempo frío. Se construyó un escenario arquitectónicamente  similar a Blackeberg.
En la novela existen muchos detalles que desaparecen en la película. En el libro se revela que Eli en realidad era un niño que fue castrado hace doscientos años. La condición masculina de Eli solo se insinúa en la película, sin ninguna elaboración, en una breve escena en la que Eli se está poniendo un vestido; le menciona a Oskar dos veces que "no es una niña", y le pregunta si le gustaría igual aunque no lo fuera. Había una escena que contaba la historia de Eli a través de flashbacks, pero finalmente se cortó. Durante la producción también se decidió alterar ligeramente la voz de la actriz Lina Leandersson con un tono menos femenino. Otros cambios con respecto a la novela incluyen atenuar el impacto de Hakan en la trama, eliminando su atracción pederasta por Eli y la subtrama en la que tras caer de la ventana del hospital, se convierte en un vampiro en la morgue y sale en busca de Eli.

## Estreno
- Suecia: 26 de enero de 2008, Festival Internacional de Cine de Göteborg.
- España: 2 de octubre de 2008, Festival de Cine de Sitges.
- México: 18 de febrero de 2009, Festival Internacional de Cine Contemporáneo.
- Argentina: 13 de octubre de 2009.
- Perú: 1 de abril de 2010.
- Colombia: 23 de abril de 2010.

## Premios
- Nordic Film Prize para Tomas Alfredson at the 31st Göteborg International Film Festival[9]
- Kodak Nordic Vision Award for Hoyte van Hoytema's camera work at the 31st Göteborg International Film Festival[9]
- Founders Award for Best Narrative Feature at the 2008 Tribeca Film Festival[3]
- Méliès d'Argent at the 8th Neuchâtel International Fantastic Film Festival
- 2008 Méliès d'Or for Best European Fantastic Feature Film, awarded by the European Fantastic Film Festivals Federation[5]
- Rotten Tomatoes Critical Consensus Award 2008
- Mejor Largometraje, Fancine-Festival de cine fantástico de Málaga 2008.[10]
- Best Film at the 2008 Fantasia Festival[11]
- Best Director for Tomas Alfredson at the 2008 Fantasia Festival[11]
- Best Photography for Hoyte van Hoytema at the 2008 Fantasia Festival[11]
- Best Horror Feature at Fantastic Fest 2008[12]
- Audience Award for Narrative Feature at the Woodstock Film Festival 2008[13]
- Prugio Citizen's Choice at the 12th Puchon International Fantastic Film Festival[14]
- Best Director for Tomas Alfredson at the 12th Puchon International Fantastic Film Festival[14]
- Metro Critics Award at the 2008 NatFilm Festival[15]
- Audience Award for Best Feature Film at the 2008 Toronto After Dark Film Festival[16]
- Boston Film Critics Association's Best Foreign Language Film[17]
- Jameson Empire 2010 a la mejor película de horror[18]

## Remake
Incluso antes de que Déjame entrar fuera estrenada en los cines, el director Matt Reeves había llegado a un acuerdo para dirigir una versión de la película en inglés para Overture Films y Hammer Films. Hammer Films adquirió los derechos para hacer el remake en el Festival de Cine de TriBeCa en el 2008 y Overture Films estrenó la película en el año 2010.
 Tomas Alfredson se ha mostrado descontento con la decisión de hacer un remake afirmando que "los remakes se hacen para películas que no son muy buenas, lo que te da la oportunidad de arreglar lo que no ha funcionado." El autor de la novela, Jon Lindqvist, se muestra muy interesado en que su libro sea adaptado de cero en lugar de limitarse a copiar el guion de Déjame entrar, lo que podría dar lugar a una película muy diferente.
En el mercado anglosajón la película sueca recibió el nombre de Let the Right One In, mientras que la versión norteamericana se tituló Let Me In.